# SmartDraw
Smartdraw és un processador visual que permet la creació de tota classe d'elements de comunicació visual: diagrames de flux, organigrames, arbres genealògics, mapes mentals, diagrames de blocs, circuits elèctrics o mecànics… entre molts altres elements visuals, fins i tot permet representar la situació de l'escena d'un crim. Per a cada situació disposa d'una interfície i elements nous que el fa molt adaptable. 

És un programa exclusiu de Windows, essent disponible per a Windows 7, Vista, XP i 2000.

## Característiques
Permet fer esquemes llargs i complicats de forma simple i intuïtiva. És agradable de fer servir, permet usar un gran ventall d'elements i pot ser útil en molts camps. Els resultats finals són impecables, entenedors i molt agradables a la vista. 

Tot i així, en alguns aspectes un programari especialitzat el supera a bastament. Per exemple en l'apartat de disseny de circuits elèctrics i electrònics pateix serioses mancances envers altres programes especialitzats.